# Echelon (процессор)
Echelon — кодовое имя исследовательского проекта компании nVidia 2010 года по проектированию нового микропроцессора для суперкомпьютеров и графических вычислений.

## История
Агентство по перспективным оборонным научно-исследовательским разработкам США (DARPA) объявило о спонсировании программы «Ubiquitous High Performance Computing» (с англ. — «Повсеместные высокоскоростные вычисления», UHPC), целью которой является создание прототипа серверной системы-стойки с производительностью 1 петафлопc и энергопотреблением 57 кВт. В конкурсе приняли участие Intel, MIT, Sandia National Labs и nVidia. окончание данной программы запланировано на 2018 год.
18 ноября 2010 года на конференции Supercomputing 2010, проходящей в Новом Орлеане (штат Луизиана), главный технолог nVidia Билл Делли (англ. Bill Dally) анонсировал проект «Echelon» как результат работы компании над инициативой DARPA. Проект «Echelon» был заявлен как микропроцессор, похожий по своим структурным особенностям на последние графические процессоры nVidia. При том, что на момент анонса чип существовал лишь на бумаге, а дизайн проверялся в ряде симуляций, были раскрыты некоторые технологические особенности и планы по разработке и релизу. Были показаны схемы, графики и диаграммы, демонстрирующие внутреннюю структуру и характеристики процессора.
В 2011 году чип оценивался к производству по техпроцессу 10 нм с площадью чипа в 290 мм2.

## Характеристики
Микропроцессор «Echelon» будет состоять из 128 потоковых блоков, каждый из которых содержит восемь ядер. Каждое ядро может самостоятельно исполнять операции с плавающей запятой, причём главной особенностью является то, что за один такт одно ядро сможет выполнять четыре операции двойной точности с плавающей запятой. При этом самые новые профессиональные графические процессоры nVidia на момент анонса — Fermi — способны выполнять лишь одну операцию за такт. Таким образом, 1024 ядра «Echelon» дают теоретическую суммарную производительность 10 TFLOPS.
Микропроцессор «Echelon» способен исполнять одну операцию с плавающей запятой, используя при этом лишь 10 пикоджоулей энергии. Для сравнения, Fermi на подобную операцию используют 200 пикоджоулей.
Ещё одной особенностью чипа является его кэш-память, которая имеет шесть уровней и составляет 256 Мб. Максимальный поддерживаемый объём внешней графической памяти составляет 256 Гб.
Заявлено, что в качестве средства программирования чипа «Echelon» будет использоваться будущая версия CUDA, хотя не исключается поддержка будущих версий OpenCL, OpenMP и Microsoft DirectCompute.